# مارك هال (فنان قتال مختلط)
مارك هال (بالإنجليزية: Mark Hall) هو فنان قتال مختلط أمريكي، ولد في 3 مارس 1974 في مورريتا في الولايات المتحدة.

## وصلات خارجية
- مارك هال على موقع يو إف سي (الإنجليزية)
- مارك هال على موقع شيردوغ (الإنجليزية)
- مارك هال على موقع Tapology.com (الإنجليزية)
- مارك هال على موقع IMDb (الإنجليزية)
- مارك هال على موقع قاعدة بيانات الفيلم (الإنجليزية)